# Palau de Dolmabahçe

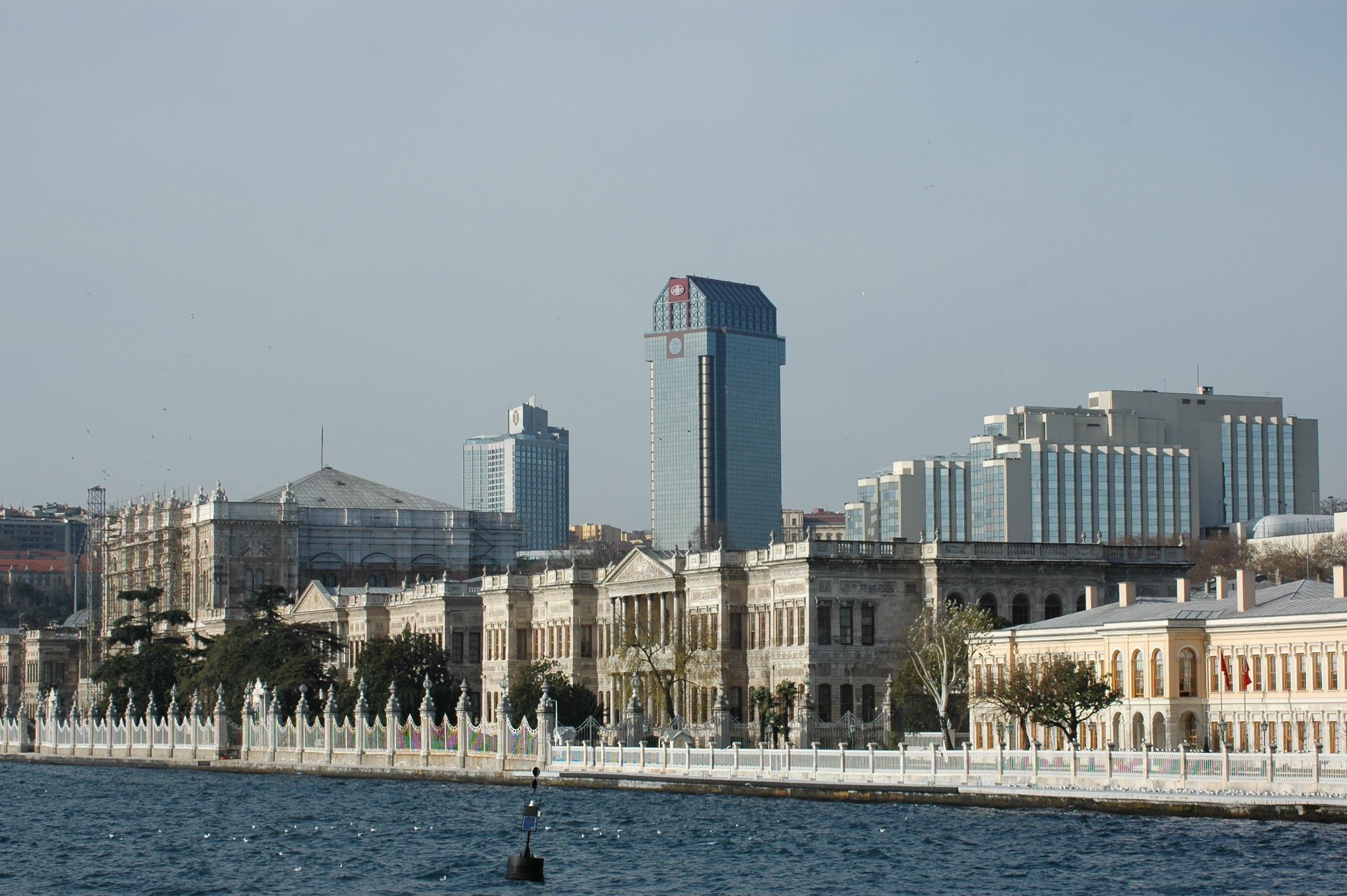
El palau des del Bòsfor

El palau de Dolmabahçe (en turc Dolmabahçe Sarayı) a Istanbul, Turquia, situat a la riba europea del Bòsfor, fou la seu de la cort imperial de l'Imperi Otomà de 1853 a 1922, a part d'un interval de vint anys (1889-1909) en què s'utilitzà el palau de Yıldız.

## Història

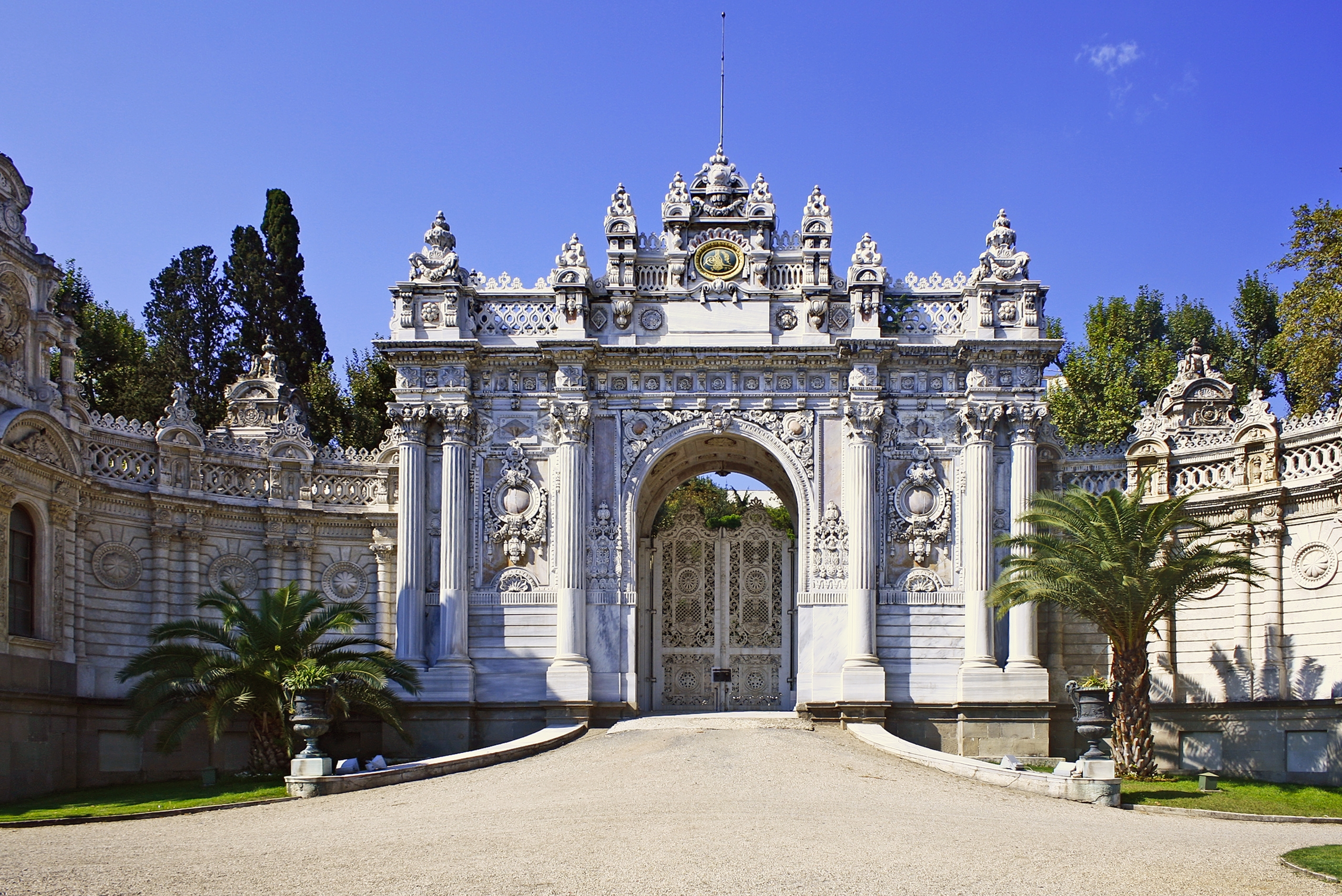
Una de les portes principals del palau

El palau de Dolmabahçe fou el primer palau d'estil europeu (neobarroc) a Istanbul. Fou construït en temps del soldà Abdülmecit entre 1842 i 1853, amb un cost de cinc milions de lliures d'or otomanes, l'equivalent de trenta-cinc tones d'or. Catorze tones foren emprades únicament per ornar el sostre de l'interior de l'edifici. L'aranya de cristall de Bohèmia més gran, un regal de la reina Victòria, es troba avui dia encara a l'estança central. L'aranya té set-cents cinquanta llums i pesa quatre tones i mig. El Dolmabahçe té la col·lecció de canelobres de vidre de Bohèmia i Baccarat més gran.
Dolmabahçe era al començament una badia al Bòsfor que fou farcida gradualment durant el segle xviii per fer-hi jardins imperials, els favorits de la monarquia otomana. Tot de palaus d'estiu hi foren construïts a l'antiga badia durant els segles xviii i xix. L'actual palau fou construït entre el 1842 i el 1853 durant el regnat del soldà Abdülmecit, on s'erigia el palau de Beşiktaş, pels arquitectes turcoarmenians Garabet Amira Balyan i el seu fill Nigogos Balyan. Els soldans traslladaren llur residència a aquest nou palau des del Palau de Topkapı.